# Manunema kuwaitiensis
Manunema kuwaitiensis is een rondwormensoort uit de familie van de Peresianidae. De wetenschappelijke naam van de soort is voor het eerst geldig gepubliceerd door Barnes & Ferrero.